# أماصرة
أماصرة (بالتركية: Amasra) مدينة صغيرة تقع في مقاطعة بارتين في تركيا، تطل على البحر الأسود وكانت تعرف سابقاً باسم أماسترس (من اليونانية Amastris).
تتكون هذه المدينة من جزيرتين هما بيوك أضه (الجزيرة الكبيرة) وجزيرة الأرانب (التي تمثل الجزيرة الصغيرة). وتمتاز المدينة اليوم بشواطئها ومناظرها الطبيعية مما جعل السياحة أكثر النشاطات أهمية لسكانها.
بلغ عدد سكانها 6500 نسمة في العام 2010.